# Troisième guerre samnite
Guerres samnites
Batailles
La troisième guerre samnite est un conflit opposant la République romaine à plusieurs peuples d'Italie centrale, ayant lieu entre 298 et 290 av. J.-C. pour le conflit les opposant aux Samnites.
Ce conflit, parfois appelé « guerre italique », représente la première tentative des peuples de l'Italie centrale de s'unir contre Rome, les Samnites joignant leurs forces aux Étrusques, aux Ombriens et aux Gaulois dans le nord.
En 298, les hostilités reprennent avec les Samnites à la suite de l'alliance entre Rome et les Lucaniens. Les Romains écrasent la coalition à la bataille de Sentinum en 295. Le territoire samnite est envahi et les Romains remportent la bataille d'Aquilonia en 293, subissant entre-temps quelques revers. Les Samnites, sans doute épuisés, demandent la paix, et pour la quatrième fois, le traité de 354 est renouvelé en 290. Sous l'apparence d'un simple rétablissement de relations antérieures, les Samnites perdent une partie de leur territoire, acceptent de déplacer la frontière sur la haute vallée du Vulturnus, plus au sud-est que la Liris, et doivent surtout fournir des troupes à Rome en tant qu'alliés ainsi que des subsides. Les Samnites deviennent en réalité de « véritables sujets forcés d'obéir en tout à Rome ».
En 280, c'est au tour des Gaulois Sénons d'être repoussés hors d'Italie alors que plusieurs cités étrusques sont soumises, marquant la fin du danger étrusque pour Rome. Les Sabins et les Ombriens sont aussi subjugués. La conquête de l'Étrurie se termine en 264 av. J.-C.

## Contexte
Depuis la fin de la deuxième guerre samnite en 304, la République romaine continue d'étendre son pouvoir en Italie centrale. Les Èques sont écrasés pendant une courte campagne cette même année et les peuples voisins des Abruzzes, les Marses, révoltés et vaincus en 302, les Péligniens, les Marrucins et les Frentans concluent des traités d'alliance avec Rome. Les Vestins font de même en 302.
Rome consolide ses positions en fondant des colonies à Sora, dans la haute-vallée de la Liris, sur d'anciennes terres volsques au contact du Samnium, à Alba Fucens et Carseoli, pour surveiller les Èques et les Marses.
La guerre romano-étrusque marque le début du déclin des Étrusques. Ces derniers sont désunis, et des conflits éclatent même au sein de chaque cité. À l'instar des cités campaniennes telles que Capoue en 343 et Naples en 327, Rome trouve sur place des alliés parmi l'aristocratie qui doit faire face aux éléments populaires. Ainsi, les nobles étrusques n'hésitent pas à se tourner vers Rome pour se maintenir au pouvoir.
En 302, à Arezzo, la plèbe locale tente de chasser la puissante famille étrusque des Cilnii qui dirige la ville. Ces derniers font appel à Rome et non à une autre cité étrusque pour se maintenir au pouvoir. Désormais, seule Rome est en mesure d'intervenir dans les affaires internes des cités étrusques,.

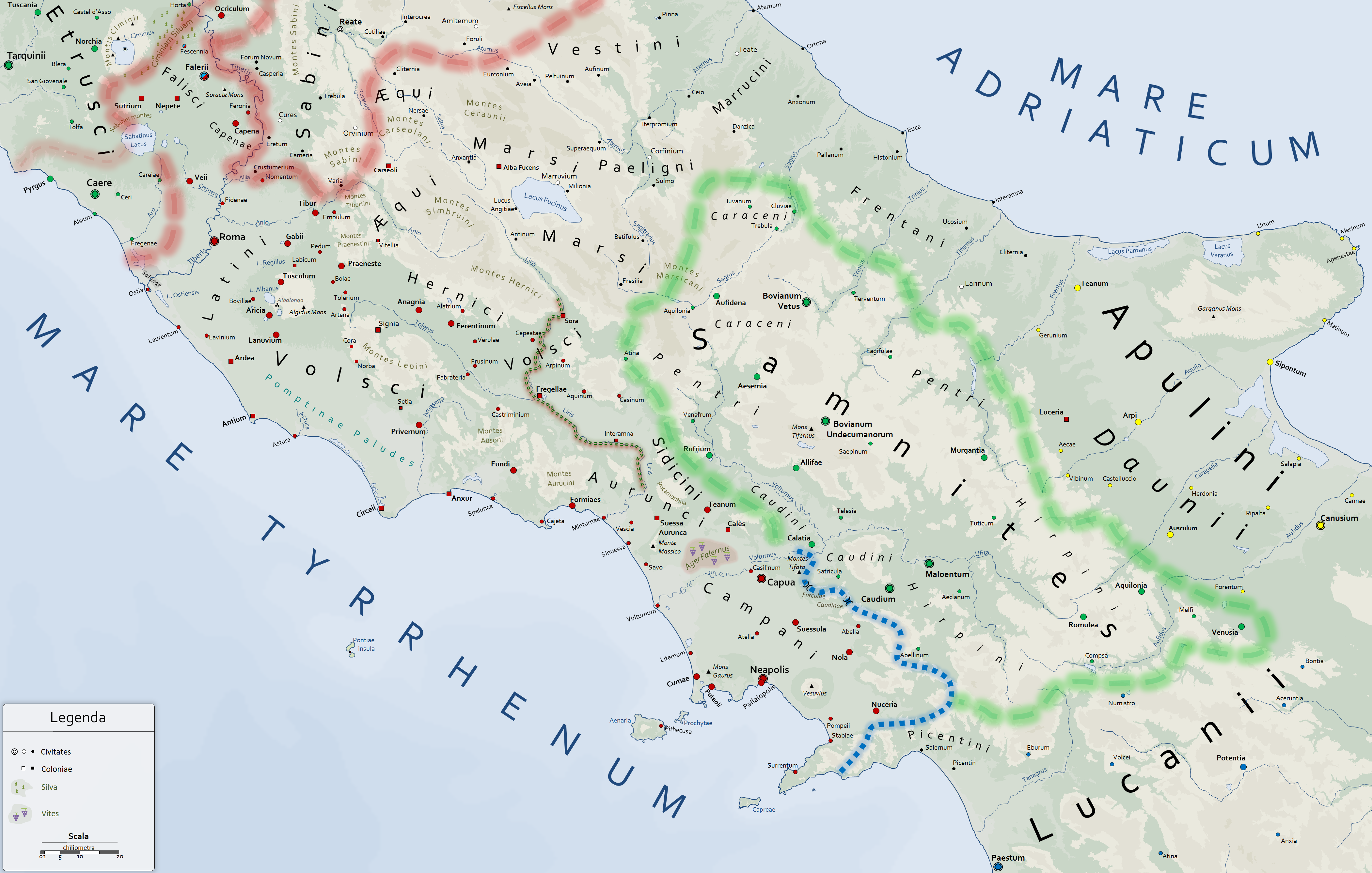
Carte du Latium, de la Campanie et du Samnium au début de la troisième guerre samnite.
Légende des couleurs des cités et des colonies :
Légende des couleurs des limites :

- Étrusques
- Falisques ayant le statut d'alliés de Rome
- Romains
- Samnites (Caracéniens, Pentriens, Caudiniens, Hirpins)
- Lucaniens
- Dauniens et autres Apuliens
- Peuple neutre : Sabins 
 Autres peuples d'Italie centrale alliés de Rome : 
 Èques, Vestins, Marses, Péligniens, Marrucins, Frentans et Picentins

- Limite approximative du traité romano-samnite de 354
- Limites approximatives des terres sous domination romaine
- Limites approximatives des terres sous domination samnite
- Frontière entre le Samnium et la Campanie

## Le déroulement de la guerre

### Le déclenchement de la guerre
En 299, Rome prend la ville ombrienne de Nequinum qui est peut-être l'élément déclenchant la troisième guerre samnite en 298. Les Romains fondent sur place la colonie de Narnia. Le consul Marcus Fulvius Paetinus reçoit le triomphe.
En 298, selon Tite-Live et Denys d'Halicarnasse, la guerre commence avec une attaque samnite contre les Lucaniens. Incapable de résister, ces derniers envoient des ambassadeurs et des otages à Rome pour demander une alliance. Les Romains décident d'accepter l'alliance, envoient les Fétiaux auprès des Samnites pour leur demander d'évacuer la Lucanie, et devant leur refus, la guerre est déclarée,. Pour Denys d'Halicarnasse, la véritable cause de la guerre n'est pas la compassion romaine, mais la peur de la puissance des Samnites s'ils soumettent les Lucaniens.
Rome peut avoir délibérément cherché une nouvelle guerre contre les Samnites en s'alliant avec ses ennemis, malgré la proximité entre ces peuples. En tout cas, la Lucanie est annexée par Rome. Et cela signifie un encerclement presque total du Samnium par Rome et ses alliés.

### L'an 298
Tite-Live écrit que les consuls de 298, Lucius Cornelius Scipio Barbatus et Cnaeus Fulvius Maximus Centumalus, se divisent les commandements militaires entre eux, Cornelius Scipio recevant l'Étrurie et Fulvius Maximus le Samnium.

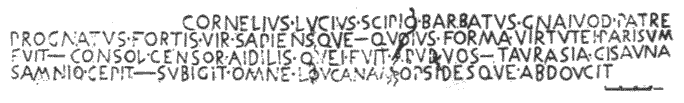
Inscription sur le tombeau de Cornelius Scipio Barbatus.

Cornelius Scipio marche sur Volterra où il affronte les Étrusques dans un combat indécis avant de se replier sur Faléries. Il y établit son camp et, de là, ravage la campagne étrusque. Son sarcophage, dans le tombeau des Scipions, a été préservé avec une épitaphe affirmant qu'il a « conquis Taurasia, Cisauna, le Samnium, soumis toute la Lucanie et emmené des otages ». L'inscription ne précise par en quelle année ces évènements ont eu lieu, mais il est très probable que les faits d'armes de Cornelius Scipio aient eu lieu durant son consulat, à l'apogée de sa carrière politique. La datation de l'inscription est discutée, avec des estimations allant du milieu du IIIe siècle av. J.-C. au début du IIe siècle av. J.-C., pouvant remettre en cause l'exactitude des exploits affirmés,. Si c'est Cornelius Scipio qui négocie le traité avec les Lucaniens et reçoit les otages, l'affirmation qu'il a « soumis » les Lucaniens est une enjolivure postérieure classique.
Pendant ce temps, l'auteur antique rapporte que Fulvius Maximus remporte une bataille sur les Samnites à Bovianum Vetus, dont il s'empare avant de prendre aussi Aufidena. Pour ses victoires sur les Samnites, Fulvius Maximus célèbre un triomphe, confirmé par les Fasti triumphales. Frontin rapporte trois stratagèmes employés par un Fulvius Nobilior lorsqu'il combat les Samnites en Lucanie. Le cognomen Nobilior n'apparaît dans les fastes et les inscriptions qu'au milieu du IIIe siècle av. J.-C., bien après la fin des guerres samnites. Une explication plausible est donc que Nobilior est une erreur et que les stratagèmes sont à attribuer au consul de 298.
Cependant, comme mentionné auparavant, l'épitaphe de Lucius Cornelius Scipio Barbatus prétend que c'est lui qui combat les Samnites, et non pas à Bovianum et Aufidena, mais à Taurasia et Cisauna. D'ailleurs, les premières villes se situent dans le nord du Samnium, et non près de la Lucanie. Taurasia est probablement située dans la vallée du Tammaro, le site de Cisauna est inconnu. De plus, les Fasti Capitolini donnent à Fulvius Maximus un triomphe à la fois contre les Samnites et les Étrusques.
Compte tenu de ces contradictions, il est impossible de concilier parfaitement les sources disponibles. En outre, le récit de Tite-Live est problématique, en particulier pour la prise de Bovianum et Aufidena, deux des principales villes des Samnites, dès la première année de guerre. Ces prises ne sont pas réfutées par tous les historiens modernes. Au cours des années, les historiens ont proposé divers scénarios dans lesquels l'un ou l'autre des consuls fait campagne à la fois contre les Samnites et les Étrusques. En fin de compte, aucune conclusion définitive ne peut être faite avec les preuves actuellement disponibles,.

### L'an 297

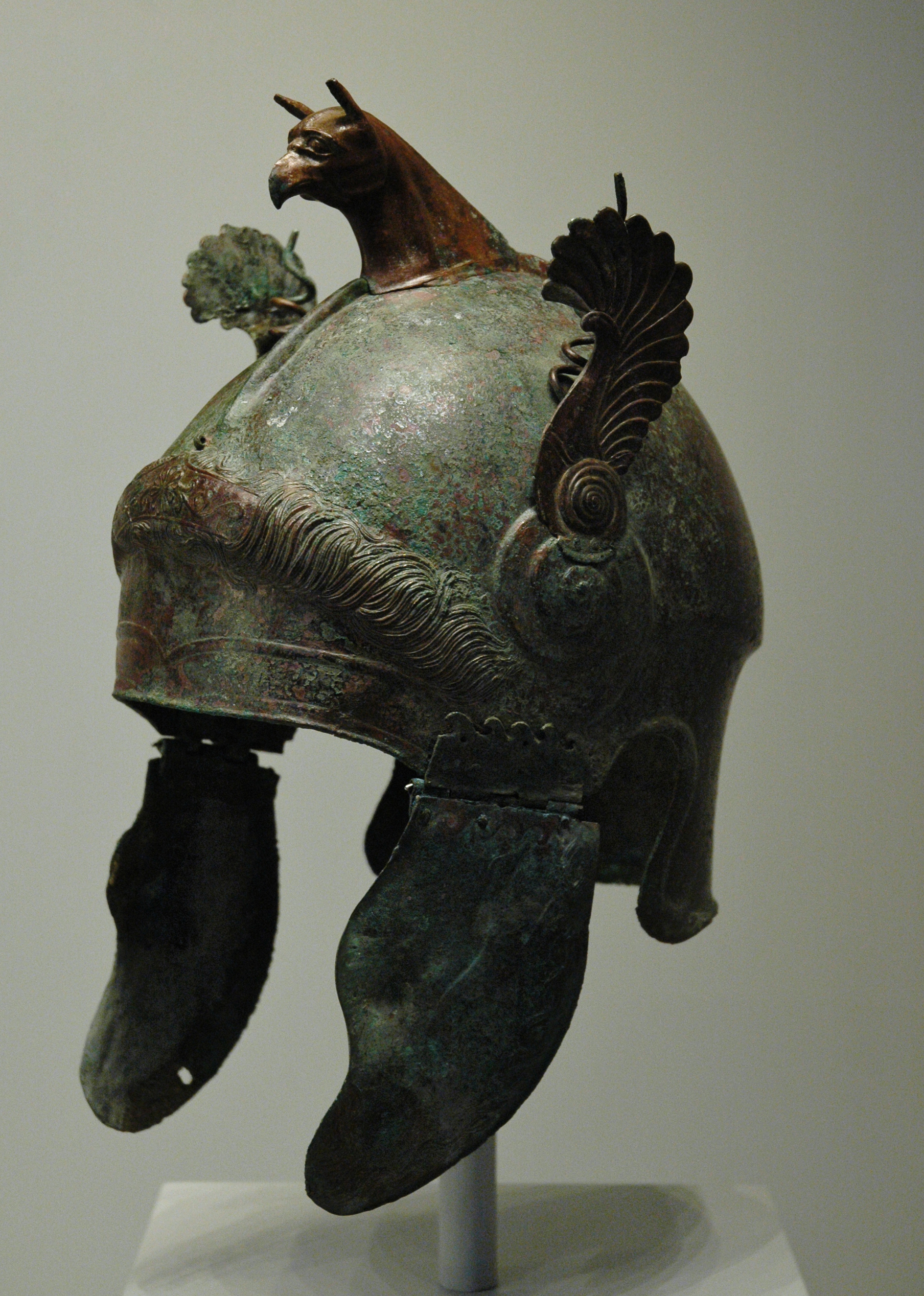
Un casque attique de cérémonie typique trouvé dans de nombreuses tombes samnites, vers 300 av. J.-C..

Pour l'an 297, les Romains élisent deux consuls confirmés, Quintus Fabius Maximus Rullianus pour la quatrième fois et Publius Decius Mus pour la troisième fois. Ce sont deux commandants expérimentés qui ont déjà été consuls ensemble en 308 lors de la deuxième guerre samnite. Selon Tite-Live, les élections consulaires pour cette année ont eu lieu sur fond de rumeurs que les Étrusques et les Samnites lèvent d'immenses armées et que les Étrusques blâment leurs dirigeants de ne pas s'allier avec les Gaulois. Par conséquent, les citoyens romains se tournent vers Fabius Maximus qui déclare accepter redevenir consul qu'avec Decius Mus comme collègue. Il est impossible d'établir aujourd'hui que les sources de Tite-Live aient ou non eu des preuves de l'existence de ces rumeurs, ou s'il s'agit de simple conjecture de ses sources ou de l'auteur lui-même. Par contre, il est probable que les hésitations des Étrusques au sujet d'acheter l'alliance des Gaulois soient réelles.
Tite-Live écrit ensuite que des envoyés de Sutrium, Nepete et Faléries arrivent à Rome avec comme informations que les Étrusques souhaitent la paix. Sur cette base, les deux consuls décident donc de marcher contre les Samnites, Fabius Maximus via Sora dans la haute vallée de la Liris et Decius Mus via le territoire des Sidicins. Une armée samnite est en embuscade dans une vallée près de Tifernum, mais elle est découverte et vaincue par Fabius Maximus dans une bataille rangée. Il s'empare ensuite de Cimetra, ville autrement inconnue. Pendant ce temps, Decius Mus campe à Maleventum où il défait une armée apulienne avant de conduire lui aussi son armée dans le Samnium. Les deux armées consulaires passent ensuite cinq mois à ravager les terres ennemies. Tite-Live rapporte que la bataille de Tifernum est longue et longtemps indécise. Selon lui, 3 400 Samnites sont tombés et près de 1 000 autres sont faits prisonniers. Du côté de Maleventum, l'auteur antique rapporte 2 000 morts. Enfin, du côté de Cimetra, près de 500 Samnites tués et plus de 2 000 prisonniers.
Tite-Live est la seule source pour les évènements de l'an 297. Il n'y a pas de problèmes majeurs avec son récit, mais il n'y a aucune source parallèle pour confirmer non plus. La route de Fabius Maximus par Sora jusqu'à Tifernum est compliquée, mais pas insurmontable. L'apparition d'une armée apulienne à Maleventum est surprenante car on ignore tout d'une hostilité possible entre certains Apuliens et Rome depuis la deuxième guerre samnite. Toutefois, les Apuliens peuvent avoir été divisés dans leur alliance avec Rome ou bien provoqués par les campagnes de Cornelius Scipio l'année précédente. La campagne de Decius Mus s'inscrit dans le contexte plus large de l'expansion romaine dans le sud-est de l'Italie, il pourrait même avoir hiverné en Apulie. Aucun triomphe n'est rapporté pour cette année pour l'un ou l'autre des consuls, il est donc peu susceptible qu'il y ait eu des victoires majeures ou une percée en profondeur dans le Samnium.

### L'an 296
En l'an 296, les consuls romains sont Lucius Volumnius Flamma Violens et Appius Claudius Caecus. Le premier est chargé de la guerre dans le Samnium, le second de l'Étrurie. Publius Decius Mus est prorogé en tant que proconsul et continue de piller et ravager les terres samnites. Les armées romaines, commandées par le proconsul, son ancien collègue lui aussi prorogé ou les nouveaux consuls, Tite-Live rapportant que ces diverses sources divergent, s'emparent de cités samnites telles que Murgantia, Romuléa et Ferentinum, toutes proches de l'Apulie : plus de 8 000 soldats tués et 10 000 prisonniers côté des Samnites, ainsi qu'un butin considérable.
Des contingents samnites abandonnent leurs terres et rejoignent l'Étrurie pour former une coalition contre Rome. La coalition au nord prend forme : les Samnites et certaines cités étrusques s'allient. Gellius Egnatius, général samnite, prend le commandement de l'armée coalisée. Si l'on en croit le récit de Tite-Live, les Samnites partent au nord car les Romains ravagent de toute part le Samnium et sont obligés d'abandonner leurs terres. Cependant, il est probable qu'il s'agisse d'un plan audacieux de la part des Samnites pour s'unir aux autres ennemis de Rome.
Tite-Live rapporte quelques dissensions entre les consuls qui se sont rejoints en Étrurie. Les deux armées consulaires défont une première armée de coalisés et s'emparent du camp : près de 8 000 tués et 2 000 prisonniers. Des raids depuis le Samnium ravagent la Campanie et plus particulièrement les terres de Falerne, non loin de Capoue. Le consul Volumnius Flamma, de retour dans le sud, attaque une colonne samnite chargée de butin et remporte la victoire : 6 000 tués, la moitié de prisonniers. Deux colonies sont fondées en Campanie, la première à Minturnes, à l'embouchure de la Liris, et l'autre dans le défilé de Vescia, près du territoire de Falerne, appelée Sinuessa.
La coalition contre Rome s'agrandit, avec en plus de troupes étrusques et samnites, certaines tribus ombriennes et d'importants contingents de mercenaires Gaulois, principalement Sénons, payés avec l'or étrusque. Le poids de la domination romaine dans le centre de l'Italie unit des peuples pourtant hétérogènes aux intérêts divergents : toute l'Italie centrale est en arme contre une « tyrannie intolérable » écrit Tite-Live. Les Romains ne sauront empêcher la jonction des forces coalisées, hormis les Étrusques qu'ils maintiendront essentiellement sur leurs terres. Rome ayant à combattre sur de multiples fronts, elle maintient comme promagistrats les magistrats de l’année précédente, ce qui devient la règle à partir de 296,.

### L'an 295
À Rome, les deux mêmes consuls qu'en l'an 297 sont élus : Quintus Fabius Maximus Rullianus et Publius Decius Mus, revenant chacun de leur proconsulat dans le Samnium. Il s'agit là de deux chefs expérimentés, ce qui tend à montrer que Rome a pris l'ampleur du danger qui la menace.
Lucius Volumnius Flamma Violens est prorogé pour un an dans son commandement en terres samnites avec deux légions. Fabius Maximus, célèbre pour avoir grandement contribué à la victoire dans la guerre romano-étrusque de 311-308, reçoit le commandement de l'Étrurie. Tite-Live donne plusieurs versions de dissensions internes au Sénat, mais finalement les deux consuls se rendent en Étrurie. Ces rivalités entre les grandes familles romaines, notamment avec les Fabii et les Claudii, sont probablement réelles.
Entre-temps, une légion romaine campe près de Clusium sous les ordres d'un propréteur, Lucius Cornelius Scipio Barbatus. Les sources de Tite-Live divergent, mais la légion romaine subit une défaite, qui va selon les sources d'une simple embuscade à un désastre complet. Quant aux ennemis, il s'agit soit de Gaulois Sénons, ce que pense Tite-Live, soit d'Ombriens. Outre l'armée complète menée par les deux consuls, deux autres légions sont levées pour faire face à la menace des coalisés en Étrurie, commandées par deux propréteurs, une campe sur le territoire falisque, l'autre dans la plaine vaticane aux abords de Rome.
Les consuls traversent les Apennins et rencontrent l'armée des coalisés sur le territoire de Sentinum, au nord de l'Ombrie. Selon Tite-Live, l'armée coalisée étant importante et composée de peuples différents, elle se divise en deux : d'une part les Samnites et les alliés gaulois, d'autre part les Étrusques et les Ombriens. Sur ordre des consuls, les deux légions proprétoriennes ravagent les terres étrusques autour de Clusium de l'autre côté des Apennins, attirant l'armée étrusco-ombrienne. Les consuls romains engagent ensuite le combat contre l'armée samnito-gauloise de Gellius Egnatius. Selon Polybe, les forces étrusco-ombriennes n'ont jamais été présentes, ce qui est l'avis des auteurs modernes quant aux Étrusques, alors que les Ombriens ont peut-être combattu aux côtés des Samnites et des Gaulois. Les historiens modernes retiennent par contre l'idée de diversions romaines qui retiennent les Étrusques, voire aussi les Ombriens, sur leurs terres,.
| Sentinum                  |
| Localisation de Sentinum. |
| Sentinum                  |

Débute alors la bataille de Sentinum, longtemps indécise entre des forces égales si l'on en croit le récit de Tite-Live, dont les faits rapportés sont sans aucun doute déformés par la tradition : le consul Publius Decius Mus, voyant ses troupes prendre la fuite, prononce la formule de la devotio à l'instar de son père et se sacrifie pour sauver l'armée romaine. Le consul mort, l'armée romaine se doit d'emporter la bataille, et après une très longue lutte, les Romains atteignent le camp ennemi. Gellius Egnatius tombe et la victoire revient à Rome.
Il est à noter que c'est la deuxième devotio d'un Decius Mus selon la tradition, la première étant celle de 340 à la bataille de Veseris, la troisième étant celle de 279 à la bataille d'Ausculum,. Cette bataille marque les esprits de l'époque et se pare des habits de la légende. Un historien grec contemporain, Douris de Samos, évalue déjà à 100 000 hommes les pertes samnito-gauloises, chiffre que Tite-Live réduit à 25 000 morts, et 8 000 prisonniers, rajoutant que 5 000 Samnites réussissent à fuir vers le sud, mais 1 000 d'entre eux sont tués par les Péligniens alors qu'ils traversent leurs terres. Il rajoute que côté Romains, on dénombre près de 9 000 tués, surtout dans les légions de Decius Mus.
Quintus Fabius Maximus Rullianus rentre à Rome pour célébrer un triomphe sur les Gaulois, les Étrusques et les Samnites, ce qui est confirmé par les Fasti triumphales.
Au sud, des raids samnites pillent le territoire de Vescia et de Formies, celui d'Aesernia et les terres riveraines du Vulturnus. Le préteur Appius Claudius Caecus part en campagne en Campanie pour faire face à ces raids. Avec le proconsul Lucius Volumnius Flamma Violens, le préteur cerne une armée samnite sur le territoire de Stella. Les chiffres donnés par Tite-Live sont importants : plus 16 000 tués côté Samnites, près de 3 000 côté Romains.
Malgré la défaite à la bataille de Sentinum, et bien que rapportés sans détails dans le récit antique, les Samnites ont continué régulièrement leurs raids en Campanie et jusqu'aux portes du Latium. C'est sans doute le signe que la tradition a conservé malgré tout quelques sévères défaites romaines.
Au nord, en Étrurie, les armées proprétoriennes ont emporté quelques victoires, mais la guerre couve encore. Le consul Fabius Maximus y retourne et vainc une armée de Pérouse.
Tite-Live dresse un bilan provisoire des guerres samnites à la fin de l'an 295 : « les Samnites, sur le territoire de Sentinum, chez les Péligniens, à Tifernum, dans les plaines de Stella, avec leurs seules troupes ou joints à des troupes étrangères, ont été taillés en pièces par quatre armées, quatre généraux romains ; ils ont perdu leur chef le plus célèbre ; leurs alliés, Étrusques, Ombriens, Gaulois, ils les voient dans le même état qu’eux ; ni leurs forces, ni des forces étrangères ne leur permettent plus de rester debout ; pourtant ils ne renoncent pas à la guerre ; tant la défense, même malheureuse, de leur liberté est loin de les lasser, tant ils préfèrent être vaincus à ne pas tenter la victoire ! »

### L'an 294
En l'an 294, les nouveaux consuls romains sont Lucius Postumius Megellus et Marcus Atilius Regulus. Le premier tombe malade et est retenu à Rome tandis que le second part pour le Samnium.
Selon Tite-Live, les Samnites attaquent le camp romain d'Atilius Regulus à la faveur d’un épais brouillard. Les combats se déroulent dans le camp mais les Romains parviennent à se libérer. Il se rend ensuite au secours de Luceria, en Apulie, attaquée par les Samnites. Une bataille indécise oppose l'armée consulaire aux troupes samnites non loin de la ville. La victoire revient à Rome, mais les pertes sont lourdes de part et d'autre : près de 8 000 Romains et alliés tombés en deux jours pour moins de 5 000 Samnites tués et près de 8 000 faits prisonniers. Interamna, colonie romaine en Apulie, est tombée et pillée entre-temps par une armée samnite. Celle-ci est vaincue par Atilius Regulus peu de temps après.
Lucius Postumius Megellus part à son tour pour le Samnium et s'empare de Milionia, faisant plus de 3 000 tués et 5 000 prisonniers. La cité de Feritrum tombe ensuite, désertée par ses habitants, puis plusieurs cités aussi abandonnées.
Il part ensuite en Étrurie pour dévaster les territoires de Volsinies puis de Roselle. Cette dernière est prise d'assaut et détruite. Volsinies, Pérouse et Arezzo demandent la paix, et obtiennent de Rome une trêve de quarante ans contre un tribut. Les Étrusques n'ont finalement que peu participé à la coalition contre Rome.
Au contraire de son collègue à qui le triomphe est refusé, il se voit accorder cet honneur, ce qui est confirmé par les Fasti triumphales.
Voilà le récit que Tite-Live délivre avant de signaler que les faits rapportés par les divers auteurs ne concordent pas : Postumius Megullus aurait été vaincu et mis en fuite en Apulie, selon certains et, blessé, il trouve refuge avec quelques survivants dans Luceria tandis que c'est son collègue qui combat en Étrurie. D'autres auteurs disent que les deux consuls combattent ensemble en Apulie avant qu'un des deux ne se rendent en Étrurie.

### L'an 293
Les nouveaux consuls romains sont Lucius Papirius Cursor et Spurius Carvilius Maximus. Les Samnites réunissent environ 40 000 soldats à Aquilonia, chiffre non réfuté par les historiens modernes,. Parmi eux, les Samnites constituent une troupe d'élite, la « légion de lin » de 16 000 soldats, après avoir recouru à la « loi sacrée ».
Carvilius Maximus rejoint ses légions en Apulie et s'empare de la place d'Amiternum. Papirius Cursor lève une nouvelle armée et s'empare de Duronia. Ils ravagent ensuite les terres d'Atina puis marchent respectivement sur Cominium et Aquilonia, où se situe l'essentiel des forces samnites.
| Aquilonia                 |
| Localisation d'Aquilonia. |
| Aquilonia                 |

S'engage alors la bataille d'Aquilonia. Selon Tite-Live, l'armée consulaire de Papirius Cursor remporte une victoire complète et décisive et s'empare de la ville. Plus de 20 000 Samnites sont tués, dont la totalité de la « légion de lin ». Spurius Carvilius Maximus s'empare quant à lui de Cominium, faisant près de 20 000 tués. Plus de 15 000 Samnites sont faits prisonniers de part et d'autre.
Ce succès décisif, après la victoire de Sentinum elle aussi majeure sur les coalisés, met fin aux espoirs des Samnites. Rome peut maintenant se consacrer à la réduction du Samnium.
Les consuls décident de poursuivre la guerre dans le Samnium, Papirius Cursor attaquant Saepinum et Carvilius Maximus partant vers Velia. Ce dernier s'empare de la ville, puis de Palumbinum avant de subir des pertes plus importantes que l'ennemi devant Herculaneum dans une bataille rangée. Il s'empare malgré tout de la ville, et fait plus de 10 000 morts parmi les Samnites lors de sa campagne. Son collègue s'empare de Saepinum après de rudes combats et plus de 7 000 Samnites tués.
Une nouvelle menace venant de l'Étrurie pèse sur Rome, ainsi que l'alliance des Falisques, jusque-là restés proches de Rome, avec les Étrusques. Carvilius Maximus part pour l'Étrurie où il s'empare de plusieurs places fortes. Les Falisques demandent la paix et obtiennent une trêve d'un an contre tribut. Il est probable que même la cité étrusque de Caeré, pourtant proche de Rome tout au long du IVe siècle av. J.-C., s'est révoltée contre Rome lors de cette guerre. Elle est probablement soumise en 293.
Les deux consuls reçoivent le triomphe, pour leurs victoires sur les Samnites comme le montrent les Fasti triumphales.

### L'an 292
Les nouveaux consuls sont Quintus Fabius Maximus Gurges et Decimus Iunius Brutus Scaeva (en).
Le récit intégral de Tite-Live s'arrête là, il ne reste plus que des résumés, les Periochae, pour les trois-quarts du siècle restant jusqu'à la deuxième guerre punique. Ces Periochae ne sont que de modestes palliatifs au récit de Tite-Live, et les évènements des années qui suivent proviennent de diverses sources qui n'ont pas la fiabilité et la circonspection de Tite-Live.
Les Romains mènent sans doute des campagnes contre les Caracéniens et les Caudiniens, au nord et à l'ouest.
Le consul Fabius Gurges échoue devant les Samnites. Son père, Quintus Fabius Maximus Rullianus, héros des guerres samnites et deux fois consuls récemment, le rejoint comme adjoint et Fabius Gurges  écrase alors l'armée samnite. Caius Pontius, vieux chef de guerre samnite et vainqueur à la bataille des Fourches Caudines en 321 av. J.-C., est capturé et exécuté lors du triomphe de Fabius Gurges, qui a probablement lieu en l'an 291, si l'on en croit les Fasti triumphales qui le donne alors proconsul au moment de son triomphe.

### L'an 291
Lucius Postumius Megellus devient pour la troisième fois consul, la deuxième fois durant cette guerre, aux côtés de Caius Iunius Bubulcus Brutus (ru). Postumius Megellus remporte une victoire près de Venusia dont il s'empare. Cette cité contrôle le passage entre la Campanie et l'Apulie, une colonie latine y est fondée.
Rome conduit des opérations militaires contre les deux autres tribus samnites, les Pentriens et les Hirpins, au centre, au sud et à l'est.

### L'an 290

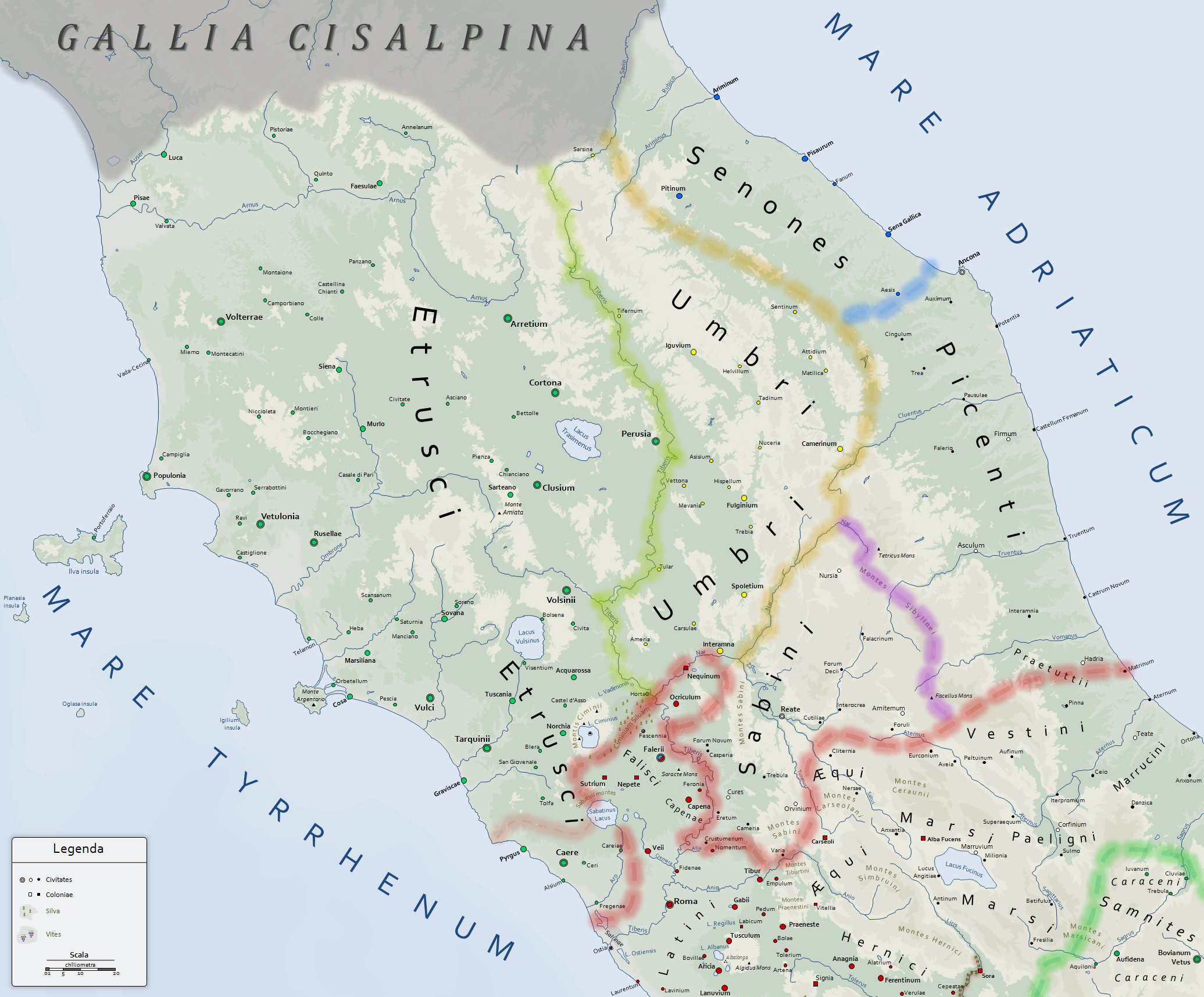
Carte du nord de l'Italie au début du
Au nord-ouest, la conquête romaine de l'Étrurie se termine en 264.
La soumission des Ombriens se termine en 266.
Au nord-est, lAger Gallicus est conquis entre 283 et 268.
Les Picéniens sont assujettis en tant qu'alliés au début du siècle.
Les Sabins sous quant à eux soumis en 290.

En 290, les consuls romains sont Manius Curius Dentatus et Publius Cornelius Rufinus. Curius Dentatus, après avoir massacré les Samnites, vaincu les Sabins, qui se sont révoltés, et reçu leur soumission, triomphe deux fois pendant la même magistrature. Les Sabins, qui jusque-là sont restés neutres, se sont probablement sentis menacés, voyant l'étau romain se refermer sur eux. La Sabine sera intégrée aux territoires romains en tant que civitas sine suffragio et des confiscations seront opérées.

### La soumission des Samnites
Les Samnites, sans doute épuisés, demandent la paix, et pour la quatrième fois, le traité de 354 est renouvelé. Sous l'apparence d'un simple rétablissement de relations antérieures, les Samnites perdent une partie de leur territoire, acceptent de déplacer la frontière sur la haute vallée du Vulturnus, plus au sud-est que la Liris, et doivent surtout fournir des troupes à Rome en tant qu'alliés ainsi que des subsides. Les Samnites deviennent en réalité de « véritables sujets forcés d'obéir en tout à Rome ».

## Les suites de la guerre
Cette année 290 est souvent considérée comme la dernière de la troisième guerre samnite, bien que les Samnites reprennent les combats épisodiquement ensuite, notamment pendant la guerre de Pyrrhus en Italie ou encore l'expédition d'Hannibal lors de la deuxième guerre punique, s'alliant avec les adversaires de Rome présent en Italie. L'esprit de révolte samnite persiste. Les Samnites sont parmi les premiers peuples à se révolter lors de la Guerre sociale. Les Italiques alliés de Rome mais non Romains, font sécession et proclament leur indépendance. Ils se constituent en une confédération italique et se dotent d'un corps de magistrature calqué sur celui de la cité romaine. En 88, à l'issue de la bataille de la porte Colline, Sylla massacre la plupart des guerriers samnites et disperse le reste de la population samnite. Finalement, les alliés de Rome obtiennent satisfaction, et l'Italie est unifiée sous un seul régime juridique.
Les Ombriens sont assujettis avec l'incorporation de cités comme Spolète ou Foligno et l'octroi de traités d'alliance avec Iguvium et Camerino. En 268 et 241, il s'ajoute deux colonies romaines en Ombrie en plus de celle de Narnia datant de 299. Au cours du IIIe siècle av. J.-C., environ 40 000 Romains s'installent dans la région. La Via Flaminia liant les terres de l'Ombrie est terminée en 220.

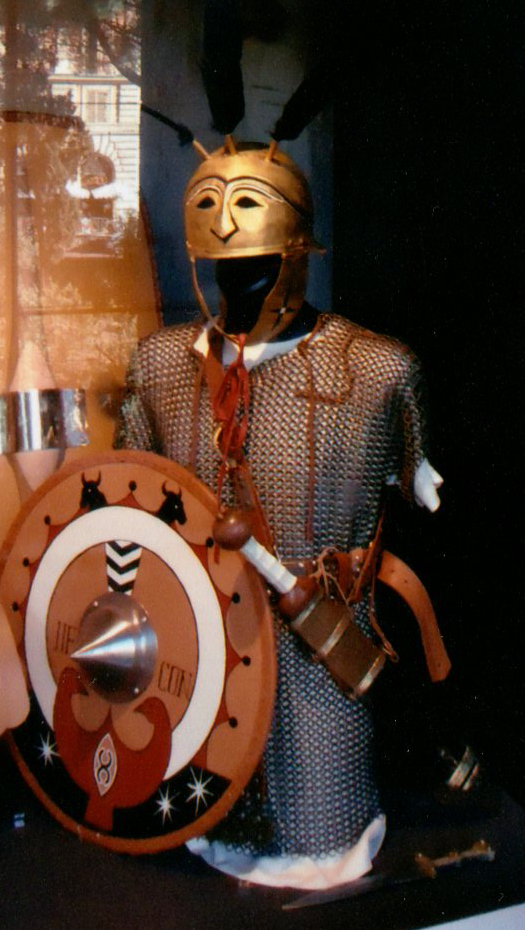
Réplique d'une armure d'un triarius, avec glaive et bouclier, Colisée, Italie.

Par ailleurs, les combats au nord, contre les Gaulois, continuent jusqu'en 280, année pendant laquelle les Sénons sont repoussés hors d'Italie. En 284, le consul Lucius Caecilius Metellus Denter est sévèrement battu sous les murs d'Arezzo par des Sénons, son armée est écrasée et lui-même y perd la vie,. Les Étrusques, mais aussi les Samnites et les Lucaniens, en profitent pour se révolter. Cependant, les Romains reprennent le dessus très rapidement. Manius Curius Dentatus, vainqueur des Samnites et des Sabins en 290, est élu consul suffect. Il repousse les Sénons et annexe leur territoire,. Ensuite, en 283, les Romains remportent la deuxième bataille du Lac Vadimon. Les Boïens et les Étrusques sont vaincus par le consul Publius Cornelius Dolabella qui anéantit l'armée coalisée,.
Le dernier sursaut étrusque a lieu à partir l'an 284 av. J.-C. Les cités étrusques de Vulci et Volsinies s'opposent à Rome mais elles sont contraintes d'accepter une paix très dure avec Rome en 280 av. J.-C., marquant la fin du danger étrusque pour Rome. Après l'annexion d'une part des terres de Vulci, Volsinies est la dernière cité étrusque encore libre. Cependant, une révolte de la plèbe locale chasse l'aristocratie de la cité, qui appelle alors Rome pour se rétablir. Les Romains s'emparent de la ville en 264 av. J.-C. et la détruisent. C'est la fin de l'Étrurie indépendante. Toutes les cités étrusques, en dehors de Caeré, municipe sine suffragio, et des colonies, dont Cosa, reçoivent le statut de cités alliées (civitates foederatae), les obligeant à fournir autant d'hommes qu’en demande Rome, et une partie de leurs terres est confisquée,.
Entre-temps, Tarente, sentant à son tour le danger romain, fera appel à Pyrrhus d'Épire, et malgré ses campagnes en Italie, souvent indécises et parfois victorieuses, ce dernier retourne en Épire en 275. Tarente et la Grande-Grèce tombent aux mains de Rome en 272 et les dernières résistances en Calabre et en Apulie sont soumises par Rome entre 270 et 266 av. J.-C.